# Evinacumab
Evinacumab es un medicamento indicado para reducir el LDL-colesterol en pacientes mayores de 12 años afectos de hipercolesterolemia familiar homocigótica. Se vende con el nombre comercial de Evkeeza. Es un anticuerpo monoclonal humano recombinante. Se administra por vía intravenosa cada 4 semanas. Su uso fue aprobado por la Agencia de Alimentos y Medicamentos de Estados Unidos (FDA) el 11 de febrero de 2021 y por la Agencia Europea de Medicamentos el 22 de junio de 2021.   Su precio es muy elevado.

## Mecanismo de acción
Se une a la proteína 3 similar a la angiopoyetina (ANGPTL3) y la bloquea. La ANGPTL3 interviene en la
regulación del metabolismo de los lípidos, inhibiendo la enzima lipoproteinlipasa y la lipasa endotelial. 
Se ha observado que las mutaciones que provocan pérdida de función de ANGPTL3 provocan disminución de lipidos en sangre. El resultado final de la acción de evinacumab es la disminución en sangre de los trigliceridos, el colesterol transportado por las lipoproteínas de baja densidad y el colesterol transportado por las lipoproteínas de alta densidad.

## Efectos secundarios
Las reacciones adversas más frecuentes son nasofaringitis, síntomas similares a los de la gripe, sensación de mareo, náuseas, dolor de espalda y anafilaxia. Puede dañar al feto, por lo que no se recomienda su uso a mujeres embarazadas.